# マロニエ王国の七人の騎士
『マロニエ王国の七人の騎士』（マロニエおうこくのしちにんのきし）は、岩本ナオによる日本の漫画作品。ファンタジー漫画。『月刊フラワーズ』（小学館）にて2016年11月号から連載中。

## 概要
岩本ナオは以前、知っている土地の事しか書けないと表明していた。しかし、実は過去の世界的なファンタジー作品が書きたかったが、これまでは自信がなかったと釈明して、開始した長期連載作品。マロニエの土地はスペインに取材して、その赤土の大地とそれを焼いた赤レンガをイメージ。マロニエ城はモデルは16世紀のスペインのバスク地区のナバラ州の城壁の無い別荘のような城だが、12世紀ごろに想定して「快適に住もう」との感覚がない簡素でほとんど家具もなく、触れて実感したが冷たい石の中の生活とした。また12世紀の遠景のブドウ畑を南フランスのカルカソンヌで見える風景から取材し、アシスタントに任せず自身で描いた。
浦沢直樹は、この漫画の「生き物の国篇」で岩本ナオの画に大きな変化が起きてそれが続いていると指摘。板の木目や靴の留め金など細部のリアリティに正確さを出すのに中世ヨーロッパの資料を大量に集め研究している｡その世界で使われている技術を知ることができるようにしている。そして動物の緻密な絵。さらに細かいペンでの線描写のディテールを重ね質感や高低差を出す石・岩肌の描写に自身も含め日本の漫画家に影響を与えたメビウスに近いが岩本ナオはそのフランス漫画のバンドデシネ作家作品を模写などせず参考にしていないので、自力でそこに近づいたと高く評価した。

### メディア掲載・イベント
『ダ・ヴィンチ』（KADOKAWA）2018年8月号では本作が取り上げられた。
『月刊フラワーズ』2020年4月号では、藤子・F・不二雄の『ドラえもん』の50周年を記念し、本作と表紙や付録でのコラボが実施された。2020年5月には本作のビデオ会議で使える背景画像が掲載誌公式Twitterにて配布された。

## あらすじ
マロニエ王国の女将軍「バリバラ」には、眠くない・博愛・暑がりや・寒がりや・獣使い・剣自慢・ハラペコの七人の息子がおり、彼らは各々が騎士長となって、周辺の7つの国に外交に赴くことになった。マロニエ王国とその周囲の8カ国は、20年前各地で異常気象が発生し恐慌が起こって以来（特に北側の寒い国・武力の国と中央のマロニエ王国の間において）関係が不安定な状態にある。そうした状況下においてマロニエ王国を通じ8カ国の良好関係を確認することがこの外交の目的である、と告げられた彼ら七人兄弟は騎士長として使節団を率い、実に個性豊かな7カ国への旅へと向かうこととなった。
彼らが旅に出る少し前、マロニエ王国の姫（名前は明かされていない）はあるときペットのリスちゃん（嘘みたいに大きいシマリスである）のドングリをお忍びで集めに行くため、変装（男装）し辺境伯の息子、ブルーノと名乗った上で七人兄弟の四男・寒がりやに警護を依頼する。寒がりやはその正体を知らないまま、二人はそれをきっかけに親しくなり、寒がりやは優しく美しい彼（彼女）に恋をする。ブルーノ（姫）はかねてから見合いをするたびに乗っていた舟の浸水、火事、雷など様々な不運に襲われることに悩まされていることを寒がりやな打ち明け、それを知った寒がりやは解決してみせると意気込んだのだった。
「夜の長い国」編
7カ国外交へと1番最初に臨むことになったのは七人兄弟の長男・眠くないだった。彼は城代家の一人娘で幼馴染でもあるエレオノーラと結婚し（政略結婚と周囲に言われている）、次の国王家に次ぐ大領主となる予定だ。腕の立つ彼女と眠くないの友人ヨアンネスの二人を騎士長補佐、眠くないを騎士長として使節団は夜の長い国へと出立する。一行はマロニエ王国と全く異なる国の様相を楽しむが、一方で外交官にこの外交に関して秘密裏に交わされた条件を告げられる。それは、眠くないと夜の長い国女王との間に合意があれば眠くないをそのまま夜の長い国に渡すというものであった。なぜこの国が眠くないを必要としているのかは明らかでないが、とにかく無事にマロニエ王国に帰るため眠くない・エレオノーラ・ヨアンネスは協力して動くことに。エレオノーラと眠くない、婚約者二人の感情も異国の地で揺れ動く中、突如として現れた謎の青年が眠くないを襲撃する…。

## 舞台
大陸の8カ国。4000年前に割拠していた勢力が、やがて8つの国にまとまった。20年前に異常気象で、北の国々とマロニエ王国は農繁期の夏に雹霜が降り埋め尽くされ土地が凍り付き農作物が壊滅して「大恐慌」と呼ぶ事態となる。それで食物に余力があった南の国が北の国から狙われ、間のマロニエ王国も混乱した。それ以来緊張関係が続いてきたが、マロニエ王国からの外交使で打開を狙う。
マロニエ王国
八つの国から成る大陸の中心にある国。大陸ができた時の赤土が残り、それで染めた服の赤色が他国の精霊から守ってくれる。
夜の長い国
マロニエ王国の北東にある国。教会は寒い国と同じ「夜」の神を祀る厳格な一神教。王族直系は精霊が見えて会話できる。1年のうち7カ月が冬で極夜となる。20年前の異常気象を「厄災」と呼ぶ。

## 登場人物

### マロニエ王国
バリバラ
マロニエ王国の将軍を務める女性。武力の国の最高軍師だったが、20年前寒い国を破壊して大いなる力を得た後で追放され、夫ペレグリナスとマロニエ王国に来た。祖系の各将軍家がある中に実力で分け入り、第十将軍家の地位を与えられ将軍となったことで周囲の貴族から煙たがられる。7人の男子を育てる。
眠くない（）
バリバラの息子である七人兄弟の長男。幼馴染であり城代家の一人娘であるエレオノーラと結婚の予定がある。夜にほぼ眠らなくても平気でいられる性質の他、任意の周囲の者を眠らせる力がある。城では城代の補佐として働いている。六人の弟たちを溺愛している。夜の長い国へ赴くことになった。
博愛（）
バリバラの息子である七人兄弟の次男。交友関係が広く、また頻繁に違う女の子と一緒にいるらしい。家族以外誰でも一瞬だけ、自分に気を許させる力を持つ。宰相・ヒューゴと幼い頃より仲が良い。好色の国に赴くこととなった。
暑がりや（）
バリバラの息子である七人兄弟の三男。夏場には動けないほどの暑がりやである他、氷を操る力があると思われる。冬場など温度が下がると髪の色が変わる。マロニエの王都に訪れていた「訪問者」と偶然友達になり「ヒンヤリ」というあだ名をつけた。寒い国へ赴く予定。
寒がりや（）
バリバラの息子である七人兄弟の四男。冬場には動けないほどの寒がりやである他、炎を操る力があると思われる。温度が上がると髪の色が変わる。マロニエ王国の姫が変装している、辺境伯の息子ブルーノに恋をしている。暑い国へ赴く予定。
獣使い（）
バリバラの息子である七人兄弟の五男。動物と会話ができ、自分の言うことをきかせる力があり、動物が好き。人間に対しては口下手。マロニエ王国ではその性質のせいで周囲から遠ざけられることが多く、特に女の子が苦手。生き物の国へ赴くこととなった。
剣自慢（）
バリバラの息子である七人兄弟の六男。剣に特別秀でておりマロニエ王国の三戦士に数えられる。無愛想で自覚なしに口が悪いが面倒見はいい性格。武力の国に赴く予定。
ハラペコ
バリバラの息子である七人兄弟の七男。大食いで力持ちである他、植物を操る力を持つ。甘えん坊だが温厚で優しい性格。容姿の可愛さにかけては結構自信がある。兄弟同様騎士であるが城の厨房で働いている。食べ物の豊富な国に赴くこととなった。
姫（）
マロニエ王国の姫君。身分を隠すため男装して辺境伯の息子ブルーノと名乗りながら寒がりやと仲良くなる。見合いをするたびに乗っている舟が沈んだり、馬が急に暴れたり、養魚池の魚が死んだり火事や雷が怒ったりする「呪い」に悩まされている。ペットのリスちゃんを可愛がっている。情緒を介さないと言われることを少し気にしている。
アナマリー
マロニエ王国の姫付きの侍女。
エリオット
マロニエ王国で1500年続いた王家に次ぐ地主の城代家の長。エレオノーラの父で眠くないを可愛がっている。
乳母（）
ほっかむりをした老婆。とても怖いが、みんなの世話をやいてくれる。
エレオノーラ
エリオットの一人娘。マロニエ王国三戦士の一人に数えられるほど腕が立ち、（侍女に腕力ゴリラと言われている）腕力も精神も胃袋も強い。眠くないたち七人兄弟の仲が良い幼馴染。眠くないと結婚する予定。
ペレグリナス
バリバラの7人の息子達の父。塔に住んでいたが晩年は寝ていることが多く10年前に死去した。
ヨアンネス
マロニエ王国内の西の領地を治める領主の息子。眠くないと騎士見習い時代から友人である。とても真面目な性格。
外交官（）
マロニエ王国において対夜の長い国の外交官を務める男性。
侍女（）
マロニエ王国の使節団と共にエレオノーラの侍女頭として夜の長い国に同行した女性。
リスちゃん
マロニエ王国の姫に飼われているペットのリス。なぜかヌートリアに間違われるほど大きい。

### 夜の長い国
大司教（）
夜の長い国にある城より高い位置にある大聖堂で大司教を務める男性。ヴァルブルガの血筋の世襲制。
ヒュロッキン
夜の長い国の女王。バリバラに対抗して8人の娘を設けたとされる。
王配（）ロロ
夜の長い国の女王の夫。天文学者で神や精霊、祖霊を心の底で信じず脅威だとヴァルブルガに評される。
ビルギッタ
女王の長女、少女時代には精霊以外友達も作れず会話もできなかった。ミカと親しくなって以来周りと喋れるようになる。次の女王。
カステヘルミ
ビルギッタの第一女子で次の次の女王だと決定している。精霊の強い支援を得られる。
ミカ
夜の長い国の軍部のトップの隊長を務める男性。ビルギッタの夫でカステヘルミの父親。次の王配と目されている。
青い花の精霊（）
夜の長い国にいる精霊たちで女性。
ヴァルブルガ
夜の長い国を建国した修道女。没後、教会で祀られ、昼の長さが夜の半分となり昼時が一番長くなる夏至の前夜の「聖ヴァルブルガの夜」には死の世界から戻り国中で祭りが執り行われる。

### 複数の国
謎の青年（）
夜の長い国で突然姿を現した青年。寒い国の服を着ている。再度「災厄」にすると脅し、七人兄弟と同じ力で攻撃する。名前はなく「訪問者」と呼ばれていたが、暑がりやと出会って「ヒンヤリ」というあだ名をもらってからそう名乗っている。寒い国の冷気が抜けずヒンヤリしているから「ヒンヤリ」。当初は自分の「代わり」となる存在を見つけて人間になることを目的としていたが、友達として暑がりやと接するうちに何かが変わってきたようだ。

## 書誌情報
- 岩本ナオ『マロニエ王国の七人の騎士』小学館〈フラワーコミックスα〉、既刊10巻（2025年6月10日現在）
  1. 2017年8月10日発売[9][8]、ISBN 978-4-09-139427-9
  2. 2018年6月8日発売[10][11]、ISBN 978-4-09-870122-3
    - ステーショナリーセット付き限定版（同日発売[12][13]）、ISBN 978-4-09-943019-1

  3. 2019年4月10日発売[14][15]、ISBN 978-4-09-870450-7
  4. 2020年2月10日発売[6][16]、ISBN 978-4-09-870859-8
  5. 2021年2月10日発売[17][18]、ISBN 978-4-09-871276-2
  6. 2021年12月10日発売[19]、ISBN 978-4-09-871495-7
  7. 2022年12月9日発売[20]、ISBN 978-4-09-871766-8
  8. 2023年8月10日発売[21]、ISBN 978-4-09-872211-2
  9. 2024年6月10日発売[22]、ISBN 978-4-09-872565-6
  10. 2025年6月10日発売[23]、ISBN 978-4-09-873069-8

## 受賞と評価
「このマンガがすごい!2018」オンナ編1位受賞。作者の岩本は前年も『金の国 水の国』でオンナ編1位を受賞しており、同じ作家が別の作品で2年連続1位を取るのは「このマンガがすごい！」史上初であった。
少女・女性漫画誌の編集部員が今読むべき少女漫画を推薦する「4社合同少女マンガフェア 2018」では、『Cocohana』（集英社）の編集者と『LaLa』（白泉社）の編集者の2名より本作が推薦された。